# Elapomorphus
Elapomorphus es un género de serpientes de la subfamilia Dipsadinae. Sus especies se distribuyen por el centro y sur de Sudamérica, excepto al oeste de los Andes.

## Especies
Se reconocen las siguientes:
- Elapomorphus lepidus Reinhardt, 1861
- Elapomorphus quinquelineatus (Raddi, 1820)
- Elapomorphus spegazzinii Boulenger, 1913
- Elapomorphus wuchereri Günther, 1861